# Sandra Zurbuchen

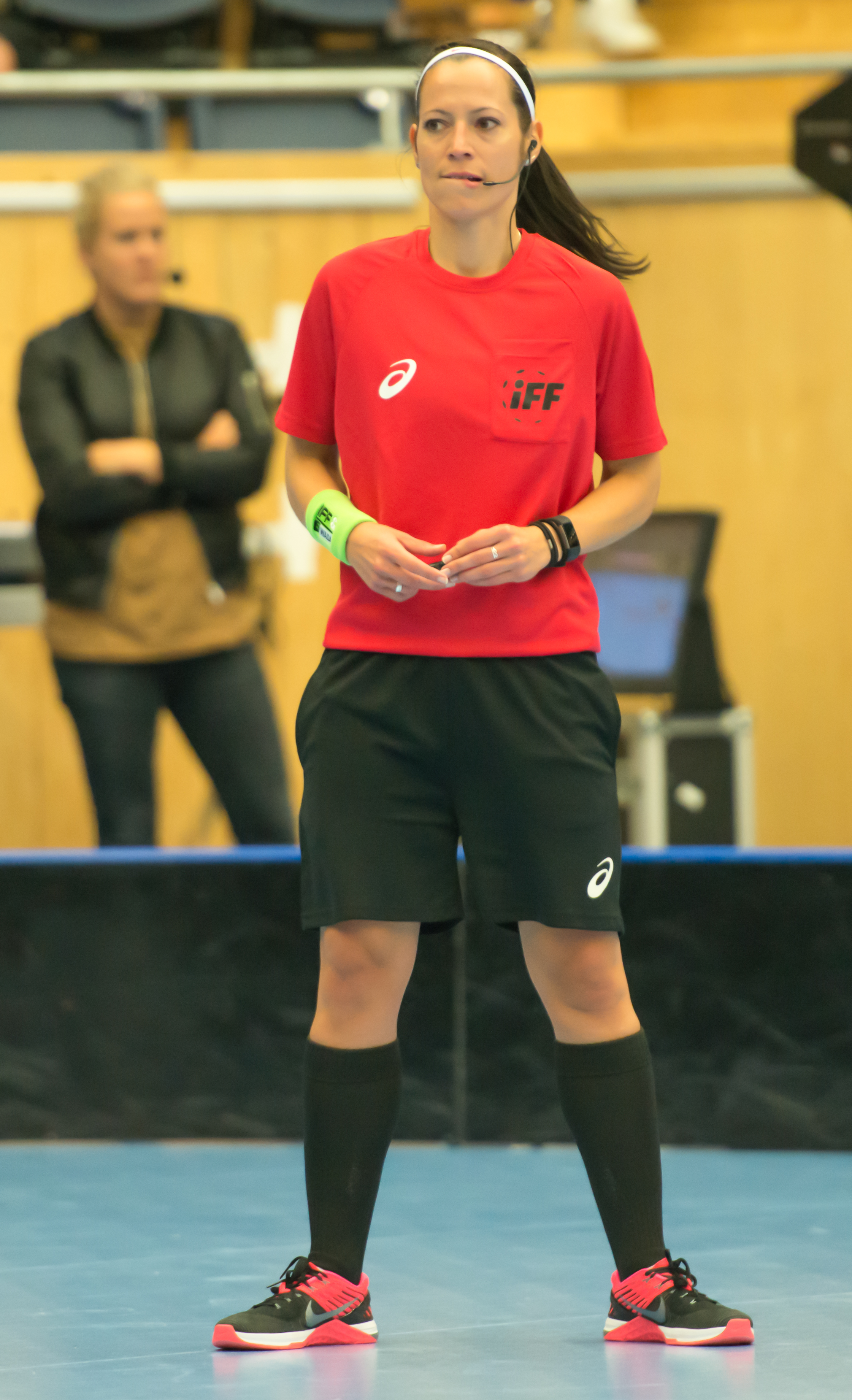
Sandra Zurbuchen an einem Spiel der Euro Floorball Tour 2018 in Uppsala

Sandra Zurbuchen (* 28. März 1985) ist eine ehemalige Schweizer Unihockeyspielerin und -schiedsrichterin.

## Biografie
Zurbuchen spielte Unihockey bei Floorball Köniz. Als sie im Verein ein Amt übernehmen musste, meldete sie sich als Schiedsrichterin. Die Schiedsrichter-Tätigkeit war immer ein Hobby neben der Arbeit: Zurbuchen studierte an der Universität Bern Rechtswissenschaften, ist Rechtsanwältin und arbeitet bei der Eidgenössischen Steuerverwaltung. Sie unterrichtet Steuerrecht in Weiterbildungslehrgängen an der Universität Zürich.
Seit 2006 leitet Sandra Zurbuchen zusammen mit Corina Wehinger Unihockeyspiele, nachdem eine frühere Partnerin aufgegeben hatte. Da die beiden selber noch Unihockey spielten, wurden sie schon früh bei Männer-Partien (U21) eingesetzt. Später wechselten sie zu Wizards Burgdorf, wo sie in der Nationalliga A antraten, fokussierten sich aber ab 2012 auf die Schiedsrichterfunktion. Insgesamt leiteten Sandra Zurbuchen und Corina Wehinger zusammen 406 Partien, darunter in der Nationalliga A der Männer und auf internationaler Ebene. Zu ihren wichtigsten Erfolgen gehören:
- Einsatz in der Nationalliga A (Männer) ab 2013
- Superfinal der Männer (vier Mal), Cup-Final der Männer
- Bestes Schiedsrichterpaar der Saison der Nationalliga A Männer (sechs Mal)
- Euro Floorball Tour (2015–2022 Frauen und Männer)
- Champions Cup (2017 und 2020, Männer)
- Erste weibliche Spielleiterinnen in der Svenska Superligan (Männer 2020 im Rahmen eines internationalen Austauschprogramms)[7]
- Weltmeisterschaften: Frauen 2015, Frauen U19 2016, Männer U19 2017, Männer 2018, Männer 2021, Männer 2022
- Weltmeisterschaften-Final 2021 und 2022
- World Games 2022

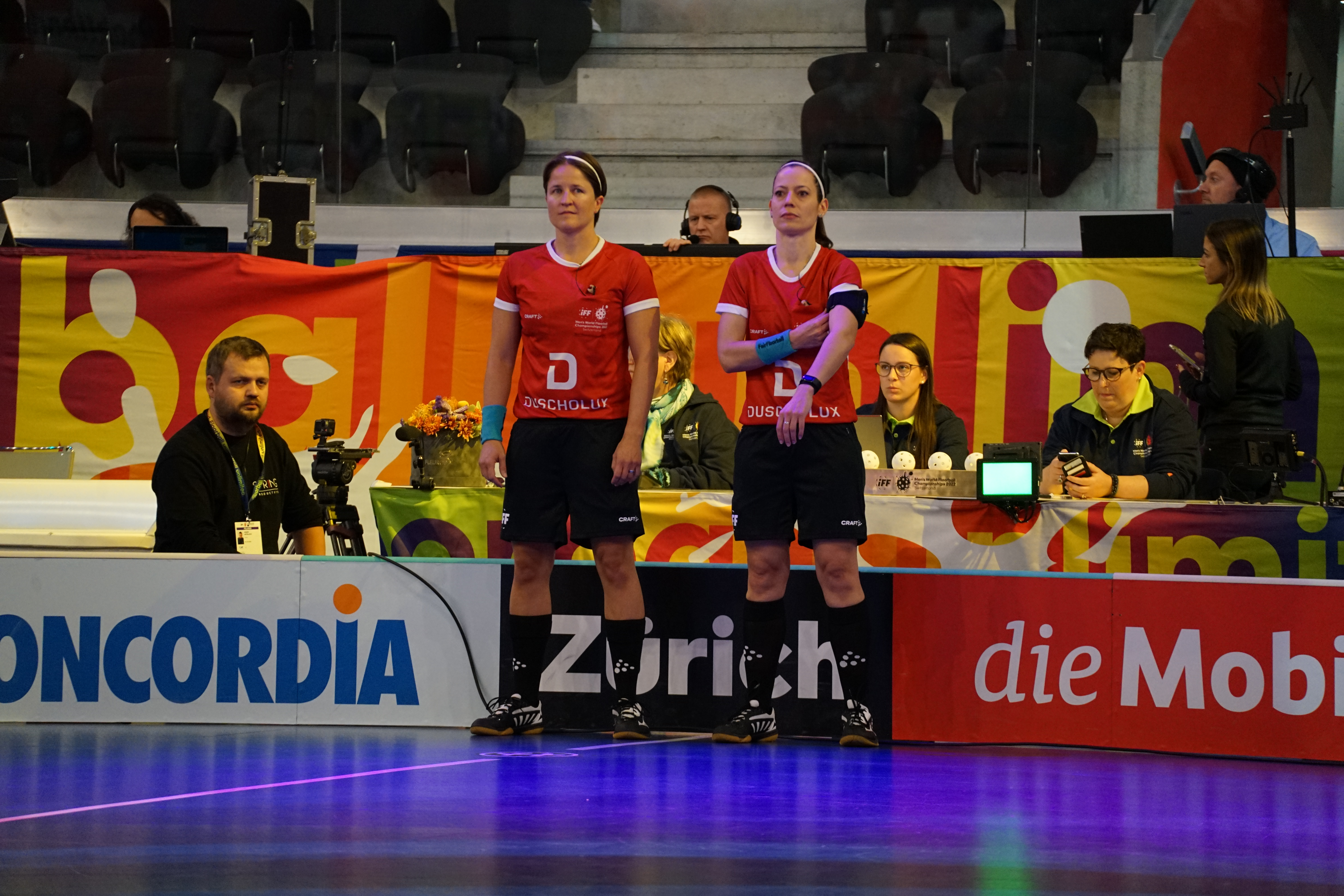
Wehinger und Zurbuchen an der WM 2022 in Zürich

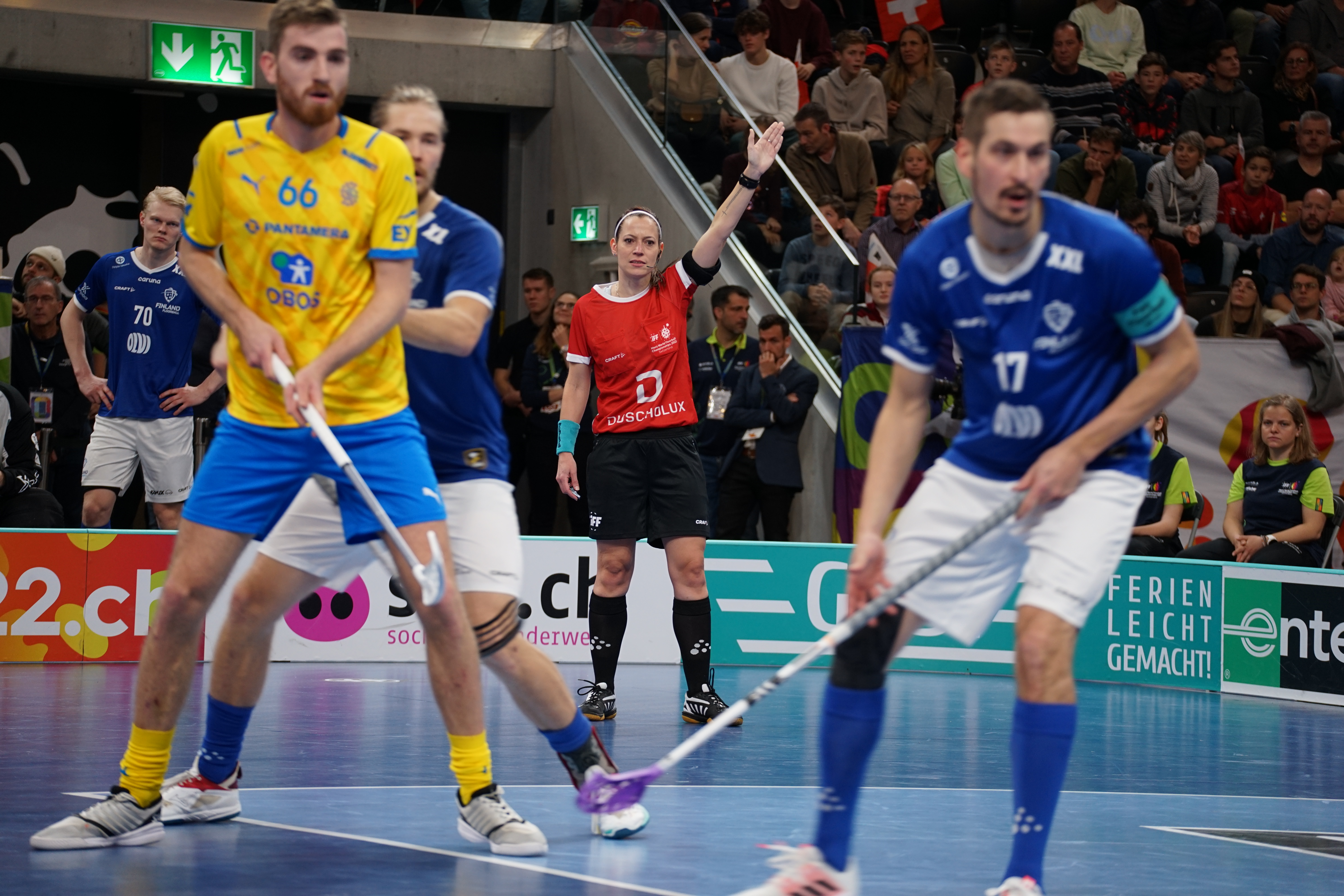
WM-Halbfinal 2022: Anzeigen einer Strafe

Wehinger/Zurbuchen sind die ersten Frauen, die für Weltmeisterschaften der Männer aufgeboten wurden und die einen WM-Final der Männer leiteten. Sie waren auch erst das dritte Schiedsrichterpaar, das zwei Mal einen WM-Final pfiff. Nach der Heim-WM erklärten die beiden im November 2022 ihren Rücktritt. Ihr letztes Spiel bestritten sie am 18. Dezember 2022, eine Nationalliga-A-Partie zwischen HC Rychenberg Winterthur und Floorball Köniz.